# Abu-Àhmad ibn Abi-Bakr
Abu-Àhmad ibn Abi-Bakr ibn Hamad al-Kàtib fou un poeta i funcionari samànida de la primera meitat del segle x.
El seu pare Abu-Bakr fou secretari d'Ismaïl ibn Àhmad, (892-907) i visir d'Àhmad ibn Ismaïl (907-914) com a predecessor en el visirat de Abu-Abd-Al·lah Jayhaní. Ell mateix va exercir altes funcions a la cort.
Va anar a Bagdad i va retornar anys després a Bukharà on va morir. Va deixar poesia àrab de l'escola moderna de poetes abbàssides.